# Parmelia marmariza
Parmelia marmariza är en lavart som beskrevs av Nyl. Parmelia marmariza ingår i släktet Parmelia och familjen Parmeliaceae.   Inga underarter finns listade i Catalogue of Life.